# 日本救護救急学会
一般社団法人日本救護救急学会（にほんきゅうごきゅうきゅうがっかい、英称: Japanese Association of First Aids and Emergency Medicine 、略称:JFEM）は、東京都多摩市に事務局を置く学術団体（一般社団法人）。
救護・救急処置の研究や普及、さらに病院前の救護救急体制に関するメディカルコントロールにより、質の担保を行うことにより、国民の福祉の向上に貢献することを目的として設立された。学会の役割として、国民の福祉の向上という観点から、ファーストエイドを実践する資格（プロバイダー）の位置づけを提案し、医学的な質の担保と体制整備を推進している。

## 事業
- 救急医療が開始される前の救護救急体制に着目しファーストエイドを実践する資格（プロバイダー）の位置づけを明確にする。ファーストエイドは、日本赤十字社や全国の消防機関、様々な団体・組織によって普及され、個人の善意の元に行われてきたが、応急手当の内容や方法については医学的な観点からの議論は少ない。しかし近年では救急蘇生法の指針や蘇生ガイドラインにもその処置の根拠が示されるようになり、医学的な質の担保と体制整備を推進している。
- 学術集会は、学会形式で年一回となっている。これまでの学術集会会長（所属は開催当時の名称）は以下のように開催された。

| 回数   | 開催年月   | 会長     | 会長所属                                   | 開催地 | 備考 |
| ------ | ---------- | -------- | ------------------------------------------ | ------ | ---- |
| 第 1回 | 2015年10月 | 島崎修次 | 一般社団法人日本救護救急学会・代表理事     | 東京   |      |
| 第 2回 | 2016年10月 | 野口宏   | 愛知医科大学名誉教授                       | 東京   |      |
| 第 3回 | 2017年10月 | 西本泰久 | 京都橘大学健康科学部・教授                 | 京都   |      |
| 第 4回 | 2018年10月 | 奥寺敬   | 富山大学大学院危機管理医学・医療安全学教授 | 富山   |      |
| 第 5回 | 2019年10月 | 中川儀英 | 公益財団法人 日本ライフセービング協会      | 東京   |      |

- 第6回はCovid-19のパンデミックのため2021年に延期されている。

## 機関誌
- 学会プログラム号

## プロジェクト
- ファーストエイドを実践する資格（プロバイダー）の位置づけを明確にするために関連諸団体との連携を進める。